# Palacio Oriental, Palacio Occidental
Palacio Oriental, Palacio Occidental (en chino, 東宮西宮; pinyin, Dōng Gōng Xī Gōng) es una película china estrenada en noviembre de 1996, dirigida por Zhang Yuan y protagonizada por Si Han, Hu Jun y Zhao Wei. Es también conocida fuera de China con distintos títulos (el más frecuente es East Palace, West Palace, título con el que se distribuyó internacionalmente, pero también se puede encontrar citada como Behind the Forbidden City y Behind the Palace Gates). La película fue estrenada en el Festival Internacional de Cine de Mar del Plata y un año después formó parte de la sección «Un certain regard» del Festival de Cannes. Es considerada como la primera película china que aborda como asunto principal la homosexualidad. El director sufrió represalias por la temática del filme y se le retiró su pasaporte, por lo que no pudo acudir a su proyección en el Festival de Cannes.
El título alude a dos parques públicos próximos a la Ciudad Prohibida de Pekín, que reciben el nombre de Palacio Oriental y Palacio Occidental. Estos jardines (y, en concreto, sus urinarios públicos) son lugares usados por hombres gay para el ligue y el cruising nocturnos. La película se rodó en la primavera de 1996 y la posproducción se realizó en Francia.

## Sinopsis
En la ciudad de Pekín, los hombres gay mantienen encuentros sexuales en un parque cercano a la Ciudad Prohibida durante la noche; sin embargo, son severamente reprimidos por la policía. A-Lan (Si Han) es un joven escritor gay que es arrestado por el oficial Xiao Shi (Hu Jun), quien le somete a un intenso interrogatorio. A través de las preguntas y respuestas, se va narrando la dura vida del joven desde su niñez y las dificultades que conlleva ser homosexual en China. La opinión de Xiao Shi con respecto a A-Lan varia del disgusto, interés y finalmente a la atracción.

## Reparto
- Si Han como A-Lan
- Hu Jun como Xiao Shi
- Zhao Wei como Compañera de clase
- Jing Ye